# Гордо (Алабама)
Гордо (англ. Gordo) — місто (англ. town) в США, в окрузі Пікенс штату Алабама. Населення — 1628 осіб (2020).

## Географія
Гордо розташоване за координатами 33°19′20″ пн. ш. 87°54′13″ зх. д. / 33.32222° пн. ш. 87.90361° зх. д. (33.322286, -87.903681).  За даними Бюро перепису населення США в 2010 році місто мало площу 8,44 км², з яких 8,42 км² — суходіл та 0,01 км² — водойми.

## Демографія
Згідно з переписом 2010 року, у місті мешкало 1750 осіб у 731 домогосподарстві у складі 467 родин. Густота населення становила 207 осіб/км².  Було 801 помешкання (95/км²).
Расовий склад населення:
| - 58,9 % — білих - 37,8 % — чорних або афроамериканців - 0,2 % — корінних американців - 0,2 % — азіатів |

До двох чи більше рас належало 2,0 %. Частка іспаномовних становила 1,5 % від усіх жителів.
За віковим діапазоном населення розподілялося таким чином: 26,7 % — особи молодші 18 років, 56,2 % — особи у віці 18—64 років, 17,1 % — особи у віці 65 років та старші. Медіана віку мешканця становила 37,8 року. На 100 осіб жіночої статі у місті припадало 83,8 чоловіків;  на 100 жінок у віці від 18 років та старших — 79,4 чоловіків також старших 18 років.
Середній дохід на одне домашнє господарство  становив 45 215 доларів США (медіана — 30 781), а середній дохід на одну сім'ю — 59 998 доларів (медіана — 49 821). Медіана доходів становила 32 813 долари для чоловіків та 30 764 долари для жінок. За межею бідності перебувало 26,3 % осіб, у тому числі 44,5 % дітей у віці до 18 років та 13,2 % осіб у віці 65 років та старших.
Цивільне працевлаштоване населення становило 520 осіб. Основні галузі зайнятості: освіта, охорона здоров'я та соціальна допомога — 25,4 %, роздрібна торгівля — 19,0 %, виробництво — 17,1 %.